# Caio Pápio Mutilo
Caio Pápio Mutilo (em latim: Gaius Papius Mutilus; m. 88 a.C.) foi nobre samnita do clã dos "Varianos" (ou "Varrianos") conhecido por ter sido um dos dois cônsules das tribos italianas durante a Guerra Social (91-88 a.C.). Ele recebeu o comando do chamado "grupo samnita", que lutou no sul da península contra as forças da República Romana.

## Guerra Social
O exército de Pápio Mutilo, que agregava a força das cidades italianas rebeladas no sul da península (hirpínios, pompeus, venúsios, iápiges, lucanos e samnitas) era equivalente ao exército romano na região. Seu colega, Quinto Popédio Silão, assumiu o comando do "grupo mársico", o exército das cidades do norte da Itália.
Pápio conseguiu muitas vitórias durante sua invasão ao território romano. Uma de suas mais famosas batalhas ocorreu na antiga cidade de Nola, depois da qual os italianos conseguiram capturar a cidade com toda a guarnição romana, 2 000 homens. Foram todos executados depois de não aceitarem a oferta de Pápio de se unirem a ele.
Depois desta vitória, Pápio tomou Estábias (em latim: Stabiae), Minérvio e Salerno, além do território de Nucéria, provocando grande temor nos habitantes da região. Estas conquistas lhe valeram muitos prisioneiros e escravos, além de 10 000 infantes e 1 000 cavaleiros, cedidos sob ameaça. Durante toda a guerra, Pápio perdeu apenas duas batalhas, a primeira para Lúcio Júlio César, cônsul em 90 a.C., e a outra para Lúcio Cornélio Sula no ano seguinte. Depois desta última derrota, Pápio foi proscrito e se matou.